# Pastasciutta nel deserto
Pastasciutta nel deserto è un film italiano del 1962 diretto da Carlo Ludovico Bragaglia.

## Trama
Africa settentrionale, 1943. Un militare italiano dislocato presso il caposaldo Girasole, riesce a ottenere la sospirata licenza che gli permetterà di tornare, sia pure per pochi giorni, in Italia. Ma all'improvviso si scatena la battaglia decisiva che sorprende il milite ancora in suolo africano. A bordo di un camion, da un comando all'altro, egli si pone alla disperata ricerca di un ufficiale per la convalida della licenza. Quando riesce nell'intento, grazie all'aiuto di un'amica, viene però fatto prigioniero dagli inglesi.